# Liste des livres de la Famille Passiflore
Ceci est une liste de livres de La Famille Passiflore qui est une série de livres pour enfants. À l'exception des deux titres les plus récents d'Amélie Sarn, les livres ont été écrits par Geneviève Huriet. Loïc Jouannigot est l'illustrateur des histoires depuis les débuts en 1987. 
En France, les livres sont publiés aux éditions Milan. Les versions anglaises des sept premiers titres ont été publiées par Gareth Stevens en 1991 et 1992. 

## Série originale française
| Titre                                           | Année de publication | ISBN #               |
| ----------------------------------------------- | -------------------- | -------------------- |
| Le premier bal d'Agaric Passiflore              | 1987 (octobre)       | (ISBN 2-86726-189-9) |
| Le jardin de Dentdelion Passiflore              | 1988 (4e trimestre)  | (ISBN 2-86726-326-3) |
| Mistouflet Passiflore et le baobab              | 1989 (2e trimestre)  | (ISBN 2-86726-407-3) |
| La danse de Romarin Passiflore                  | 1989 (4e trimestre)  | (ISBN 2-86726-501-0) |
| Tante Zinia et l'ogre Kazoar                    | 1990 (4e trimestre)  | (ISBN 2-86726-614-9) |
| Le défi de Pirouette Passiflore                 | 1991 (2e trimestre)  | (ISBN 2-86726-679-3) |
| La famille Passiflore déménage                  | 1992 (3e trimestre)  | (ISBN 2-86726-777-3) |
| Le Grand livre de la famille Passiflore, Tome 1 | 1992                 | (ISBN 2-86726-821-4) |
| Le Grand livre de la famille Passiflore, Tome 2 | 1994                 | (ISBN 2-86726-988-1) |
| Les beignets flambés                            | 1995 (2e trimestre)  | (ISBN 2-84113-135-1) |
| Carnaval chez les Passiflore                    | 1995 (novembre)      | (ISBN 2-84113-237-4) |
| Le Grand livre de la famille Passiflore, Tome 3 | 1996                 | (ISBN 2-84113-446-6) |
| En ballon, les Passiflore!                      | 1997 (2e trimestre)  | (ISBN 2-84113-805-4) |
| Vive la glisse!                                 | 1998 (4e trimestre)  | (ISBN 2-84113-717-1) |
| Les Passiflore mènent l'enquête                 | 1999 (3e trimestre)  | (ISBN 2-84113-874-7) |
| Le Grand livre de la famille Passiflore, Tome 4 | 2000                 | (ISBN 2-7459-0128-1) |
| La leçon de peinture                            | 2000 (3e trimestre)  | (ISBN 2-7459-0095-1) |
| En avant la musique!                            | 2001 (3e trimestre)  | (ISBN 2-7459-0319-5) |
| Les aventures des Passiflore                    | 2001                 | (ISBN 2-7459-0457-4) |
| La maison des Passiflore                        | 2001                 | (ISBN 2-7459-0456-6) |
| Bienvenue chez les Passiflore                   | 2001                 | (ISBN 2-7459-0455-8) |
| Une journée chez les Passiflore                 | 2001                 | (ISBN 2-7459-0454-X) |
| Les Passiflore et la maison hantée              | 2002 (2e trimestre)  | (ISBN 2-7459-0496-5) |
| Le Noël des Passiflore                          | 2002 (4e trimestre)  | (ISBN 2-7459-0495-7) |
| Le Grand livre de la famille Passiflore, Tome 5 | 2003                 | (ISBN 2-7459-0922-3) |
| L'exploit de tante Zinia                        | 2003 (2e trimestre)  | (ISBN 2-7459-0916-9) |
| L'invention d'Onésime Passiflore                | 2003 (3e trimestre)  | (ISBN 2-7459-1146-5) |
| Le Grand livre de la famille Passiflore, Tome 6 | 2004                 | (ISBN 2-7459-1583-5) |
| Bravo, les Passiflore!                          | 2004 (3e trimestre)  | (ISBN 2-7459-1554-1) |
| Les Passiflore à la mer                         | 2005 (2e trimestre)  | (ISBN 2-7459-1788-9) |
| Le Passiflore Express                           | 2005 (4e trimestre)  | (ISBN 2-7459-1938-5) |
| Le grand livre animé de la famille Passiflore   | 2005                 | (ISBN 2-7459-1569-X) |
| Le Grand livre de la famille Passiflore, Tome 7 | 2006                 | (ISBN 2-7459-2096-0) |
| Qu'as-tu fait, Mistouflet?                      | 2006 (3e trimestre)  | (ISBN 2-7459-2048-0) |
| L'album photo des Passiflore                    | 2007 (3e trimestre)  | (ISBN 2-7459-2935-6) |